# Premio Costa Book
Los Premios Costa Book son una serie de premios literarios que se otorgan anualmente a libros escritos en inglés de autores que residan en Gran Bretaña e Irlanda y se consideran uno de los más importantes y prestigiosos premios literarios del Reino Unido. Fue creado en 1971.

## Historia
Fueron conocidos como Whitbread Book Awards hasta el 2005, a partir de esta fecha la empresa Costa Coffee, una subsidiaria de Whitbread, asumió el patrocinio.
Los premios, que iniciaron en 1971, toman en cuenta el mérito literario, pero también aquellas obras que son agradables de leer y cuyo objetivo es transmitir el goce de la lectura a la mayor audiencia posible. Se otorgan en seis categorías: primera novela, novela, biografía, poesía, libros para niños y, a partir de 2012, cuento.
El ganador de cada categoría recibe £ 5000. Uno de los ganadores de alguna de las categorías es seleccionado como el libro del año y recibe el premio Costa Book of the Year que consiste en £ 25 000. Este premio general es elegido por un panel que se compone de uno de los jueces que participaron en cada categoría y cuatro nuevos. Los ganadores de la categoría no tienen que ser ingleses o irlandeses, pero deben haber sido residentes del Reino Unido o Irlanda durante al menos seis meses en cada uno de los tres años anteriores.